# Piłka ręczna na Letnich Igrzyskach Olimpijskich 2020 – kwalifikacje kobiet
Kwalifikacje do olimpijskiego turnieju piłki ręcznej 2020 miały na celu wyłonienie żeńskich reprezentacji narodowych w piłce ręcznej, które wystąpią w tym turnieju.
W turnieju olijmpijskim wystąpi dwanaście zespołów. Udział zapewniony miała reprezentacja Japonii jako przedstawiciele gospodarza igrzysk, zaś o pozostałe miejsca odbywają się zawody eliminacyjne. Po jednym zostało zorganizowane w każdej z czterech regionalnych federacji i podobnie jak z mistrzostw świata awans uzyskali triumfatorzy tych zawodów. W przypadku gdy zwycięzca kontynentalnego turnieju byłby jednocześnie mistrzem świata lub gospodarzem igrzysk, awans z tego turnieju otrzymałby zespół z drugiego miejsca. Ostatnią szansą były trzy czterozespołowe światowe turnieje kwalifikacyjne, z których awansowały po dwa najlepsze, a prawo udziału w nich uzyskało sześć czołowych drużyn z mistrzostw świata, które dotychczas nie uzyskały kwalifikacji oraz sześć drużyn wyznaczonych ze względu na kryterium geograficzne.

## Zakwalifikowane drużyny
| Kwalifikacja                        | Data                              | Gospodarz  | Miejsca | Zakwalifikowane     |
| ----------------------------------- | --------------------------------- | ---------- | ------- | ------------------- |
| Gospodynie                          | –                                 | –          | 1       | Japonia             |
| Mistrzostwa Europy                  | 29 listopada – 16 grudnia 2018    | Francja    | 1       | Francja             |
| Igrzyska Panamerykańskie            | 24–30 lipca 2019                  | Peru       | 1       | Brazylia            |
| Azjatycki turniej kwalifikacyjny    | 23–29 września 2019               | Chiny      | 1       | Korea Południowa    |
| Afrykański turniej kwalifikacyjny   | 26–29 września 2019               | Senegal    | 1       | Angola              |
| Mistrzostwa świata                  | 29 listopada – 15 grudnia 2019    | Japonia    | 1       | Holandia            |
| I Światowy Turniej Kwalifikacyjny   | 20–22 marca 2020 19–21 marca 2021 | Hiszpania  | 2       | Hiszpania Szwecja   |
| II Światowy Turniej Kwalifikacyjny  | 20–22 marca 2020 19–21 marca 2021 | Węgry      | 2       | Węgry Rosja         |
| III Światowy Turniej Kwalifikacyjny | 20–22 marca 2020 19–21 marca 2021 | Czarnogóra | 2       | Czarnogóra Norwegia |
| Razem                               |                                   |            | 12      |                     |

## Kwalifikacje

### Turnieje kontynentalne

#### Afryka
Początkowo turniej miał odbyć się w dniach 26–29 września 2019 roku w Dakarze z udziałem czterech drużyn rywalizujących systemem kołowym, jednak dzień przed jego rozpoczęciem wycofał się Kamerun, co wymusiło zmianę w harmonogramie rozgrywek. Niepokonana okazała się reprezentacja Angoli, która tym samym zyskała awans na LIO 2020, Senegal zaś uzyskał prawo gry w światowym turnieju barażowym.

#### Ameryka
Kwalifikacją w Amerykach był turniej rozegrany podczas Igrzysk Panamerykańskich 2019, bezpośredni awans uzyskiwała najlepsza reprezentacja, kolejna zaś otrzymywała szansę gry w światowych turniejach kwalifikacyjnych. W zawodach wystartowało osiem reprezentacji rywalizujących w pierwszej fazie systemem kołowym w ramach dwóch czterozespołowych grup, z których po dwie najlepsze awansowały do półfinałów. W finałowym pojedynku zwyciężyła Brazylia awansując tym samym na LIO 2020, prawo gry w światowym turnieju barażowym otrzymała zaś Argentyna.

#### Azja
Turniej odbył się z udziałem sześciu drużyn w dniach 23–29 września 2019 roku w Chuzhou. Zespoły rywalizowały systemem kołowym w ciągu pięciu meczowych dni, a niepokonana okazała się reprezentacja Korei Południowej, która tym samym zyskała awans na LIO 2020.

#### Europa
Turniej odbył się w szesnastozespołowej obsadzie w dniach od 29 listopada do 16 grudnia 2018 roku. Francuzki zdobywając pierwszy w historii tytuł mistrzyń Europy zagwarantowały sobie start na tokijskich igrzyskach.

### Światowe turnieje kwalifikacyjne
Pełna obsada światowych turniejów kwalifikacyjnych była znana po mistrzostwach świata rozegranych w grudniu 2019 roku, wkrótce też nastąpiło potwierdzenie gospodarzy zawodów. Sędziowie zawodów zostali wyznaczeni 12 lutego 2020 roku, zaś szczegółowy harmonogram rozgrywek dwa tygodnie później. Jeszcze 12 marca IHF była zdecydowana przeprowadzić turnieje kwalifikacyjne, choć z uwagi na pandemię COVID-19 bez udziału publiczności, jednak dzień później zostały przełożone – wstępnie na czerwiec 2020 roku. Pod koniec marca Międzynarodowy Komitet Olimpijski podjął decyzję o przełożeniu, a następnie podał nowe daty rozegrania igrzysk – dokładnie rok później od oryginalnego terminu. IHF zatem w kwietniu 2020 roku ogłosiła, że turnieje kwalifikacyjne odbędą się w połowie marca 2021 roku. Sędziowie zawodów zostali wyznaczeni pod koniec lutego 2021 roku. Z zawodów zaplanowano transmisje telewizyjne i internetowe. Na początku marca wycofały się Chiny, na ich miejsce w turnieju II został przesunięty Kazachstan, zaś – wobec nieobsadzenia wakatu w turnieju III przez AHF – został on zaplanowany w trzyzespołowej obsadzie. Podobnie stało się następnie w turnieju I, gdy przyjazd odwołał Senegal, ostatecznie zatem wzięło udział dziesięć reprezentacji, a awansu na igrzyska nie uzyskała żadna spoza Europy.
| Turniej I | Turniej II | Turniej III |
| --- | --- | --- |
| - 2. miejsce MŚ 2019: Hiszpania - 7. miejsce MŚ 2019: Szwecja - 2. miejsce IP 2019: Argentyna - 2. miejsce afrykańskiego turnieju 2019: Senegal | - 3. miejsce MŚ 2019: Rosja - 6. miejsce MŚ 2019: Serbia - 4. miejsce azjatyckiego turnieju 2019: Kazachstan - 7. miejsce ME 2018: Węgry | - 4. miejsce MŚ 2019: Norwegia - 5. miejsce MŚ 2019: Czarnogóra - 4. miejsce ME 2018: Rumunia - 6. miejsce azjatyckiego turnieju 2019: Tajlandia |

 Turniej I 
 Turniej II 
 Turniej III 